# Mijaíl Katkov

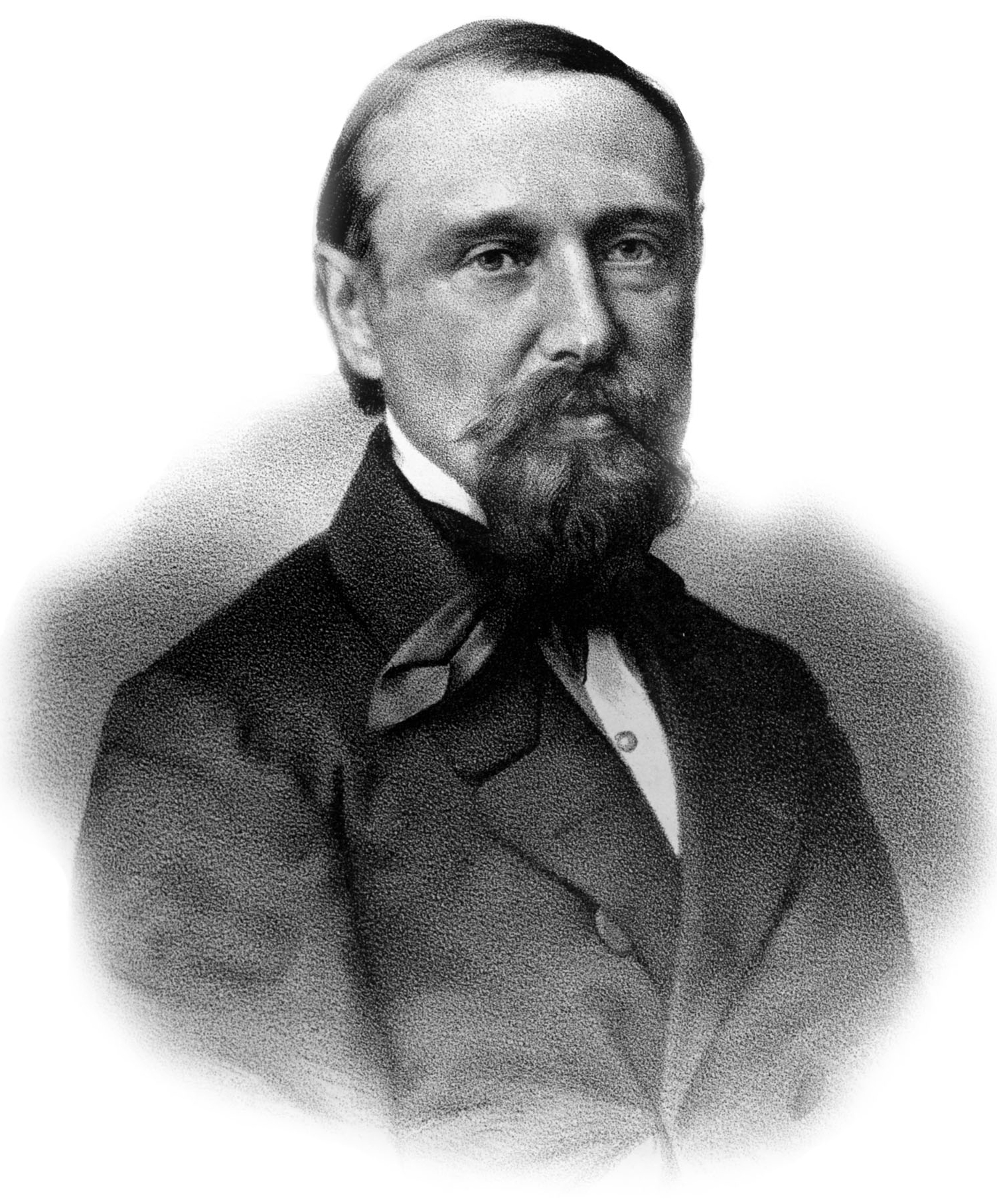
Retrato de Mijaíl Katkov. 1869

Mijaíl Nikíforovich Katkov (Moscú, 1818 - 1887) fue un periodista ruso. Terminando su carrera en la universidad se dedicó a la literatura y la filosofía. Mostró escasa individualidad personal durante el reinado del zar Nicolás I, y se caracterizó por no mantener diferencia de opinión alguna con las autoridades. Con la llegada de la reacción liberal y el fuerte movimiento de reforma que caracterizó a los años previos al reinado de Alejandro II (1855-1881), Katkov simpatizó completamente con ella.
Durante algún tiempo abogó por la introducción de instituciones liberales de estilo británico, pero cuando percibió que estos movimientos reformistas empezaban a tener tintes socialistas y nihilistas y que en algunas secciones del lado liberal se estaba mostrando cierta indulgencia con las aspiraciones nacionales polacas, Katkov modificó gradualmente su actitud hasta llegar a ser considerado por los liberales como un renegado.
En 1856, obtuvo la licencia para la publicación de la revista literaria mensual El mensajero ruso. Al comienzo de 1863 asumió la dirección y editoría de Noticiero de Moscú o Московские ведомости, posición que mantendría hasta su muerte en 1887. Durante estos 20 años ejerció una influencia considerable en la opinión pública e incluso en el Gobierno, representando con gran habilidad el espíritu conservador moscovita en comparación con uno más liberal y cosmopolita, característico de San Petersburgo.
Estuvo de acuerdo con los eslavófilos en defender la extensión de la influencia rusa en el sureste de Europa, pero cuidadosamente se mantuvo al margen de estos y condenó su sentimentalismo clerical y arqueológico. Aunque de opiniones generalmente moderados, era extremadamente incisivo y con frecuencia violento en los modos de expresarlas, por lo que se hizo muchos enemigos. Es recordado como un firme opositor a las aspiraciones nacionales polacas, al liberalismo más extremista, a un sistema de educación público basado en las ciencias naturales y a las influencias políticas provenientes de Alemania. En sus últimos años ayudó a preparar la alianza franco-rusa.